# Góry Towarne Małe
Góry Towarne Małe lub Góry Towarnie Małe (343 m n.p.m.) – wzniesienie w miejscowości Olsztyn w województwie śląskim, w powiecie częstochowskim, w gminie Olsztyn. Jest jednym z wzgórz Wyżyny Mirowsko-Olsztyńskiej będącej częścią Jury Krakowsko-Częstochowskiej. Według Błaszczyka nazwa Gór Towarnych pochodzi od formy skał, ułożonych jedne na drugich, jak wałki towaru, lub od nazwy ulicy Towarowej, prowadzącej od Olsztyna.
Jest to bezleśne, zbudowane z wapieni wzniesienie z licznymi drobnymi i dużymi skałami. Wraz z pobliskim wzniesieniem Góry Towarne Duże (Góry Towarnie Duże) określane jest czasami nazwą Góry Towarne (Góry Towarnie). Obydwa wzniesienia mają status użytku ekologicznego, ponadto znajdują się na specjalnym obszarze ochrony siedlisk Natura 2000 o nazwie Ostoja Olsztyńsko-Mirowska.
Na skałach Bałwanek, Kogutek i Przekładaniec uprawiana jest wspinaczka skalna. Wśród skał wzniesienia znajduje się Schronisko w Górze Towarnej Małej.
Dzięki odkrytemu terenowi ze szczytu wzniesienia rozciąga się szeroka panorama widokowa. W lesie po lewej stronie drogi z Olsztyna do wsi Kusięta znajduje się przy Górach Towarnych miejsce parkingowe i tablice informacyjne.

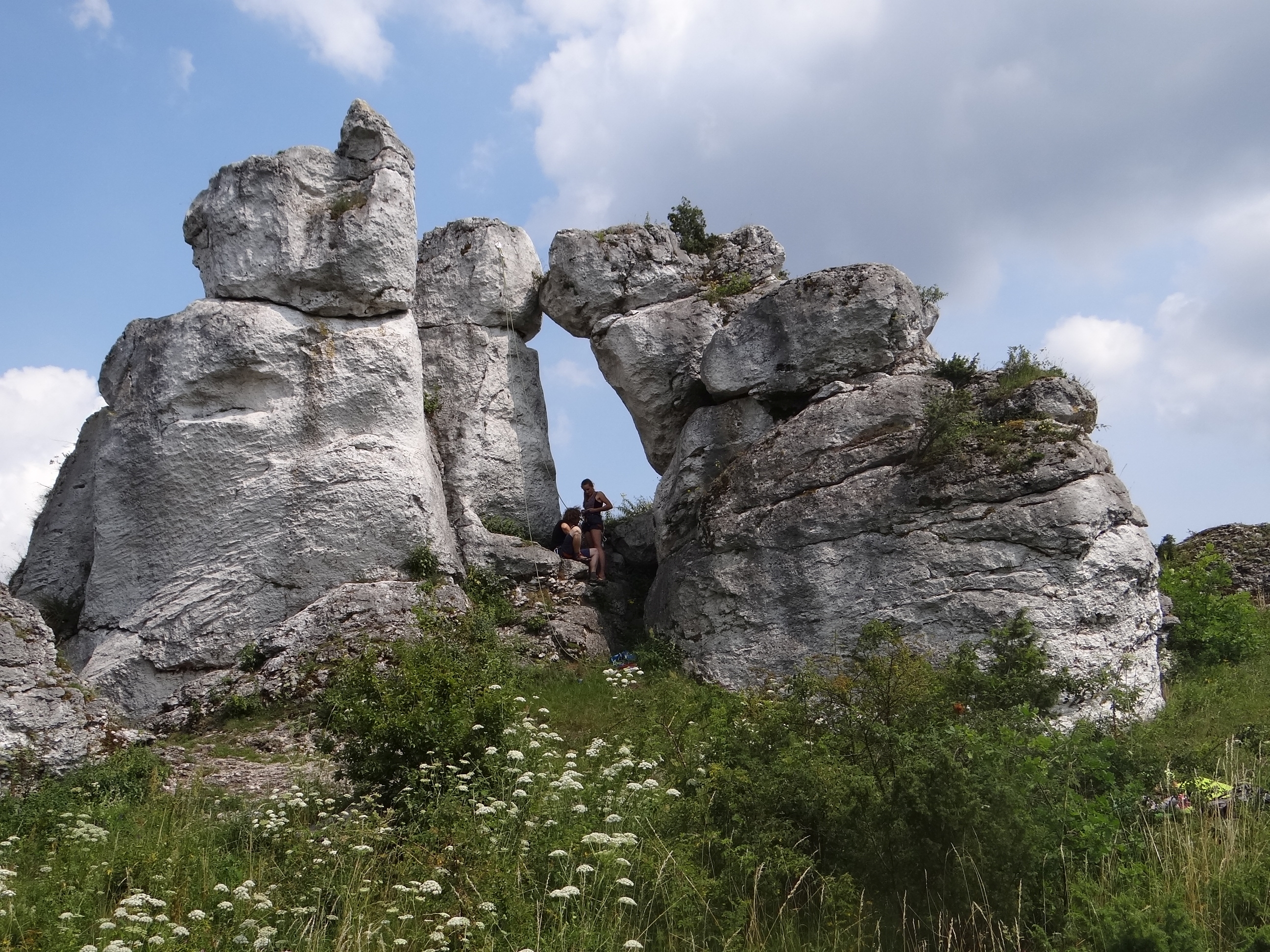
Bałwanek i Kogutek
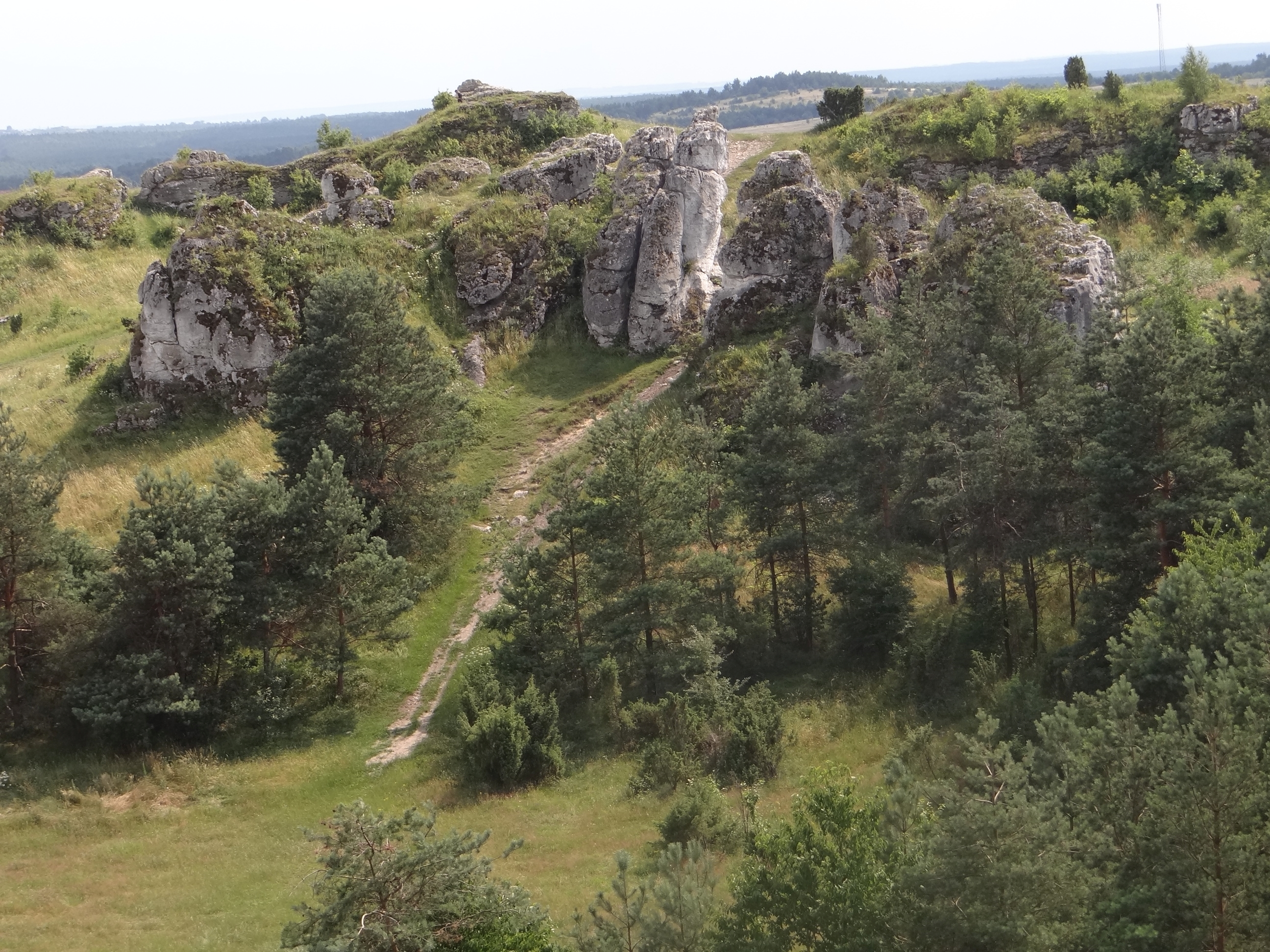
Góry Towarne Małe od północnego wschodu
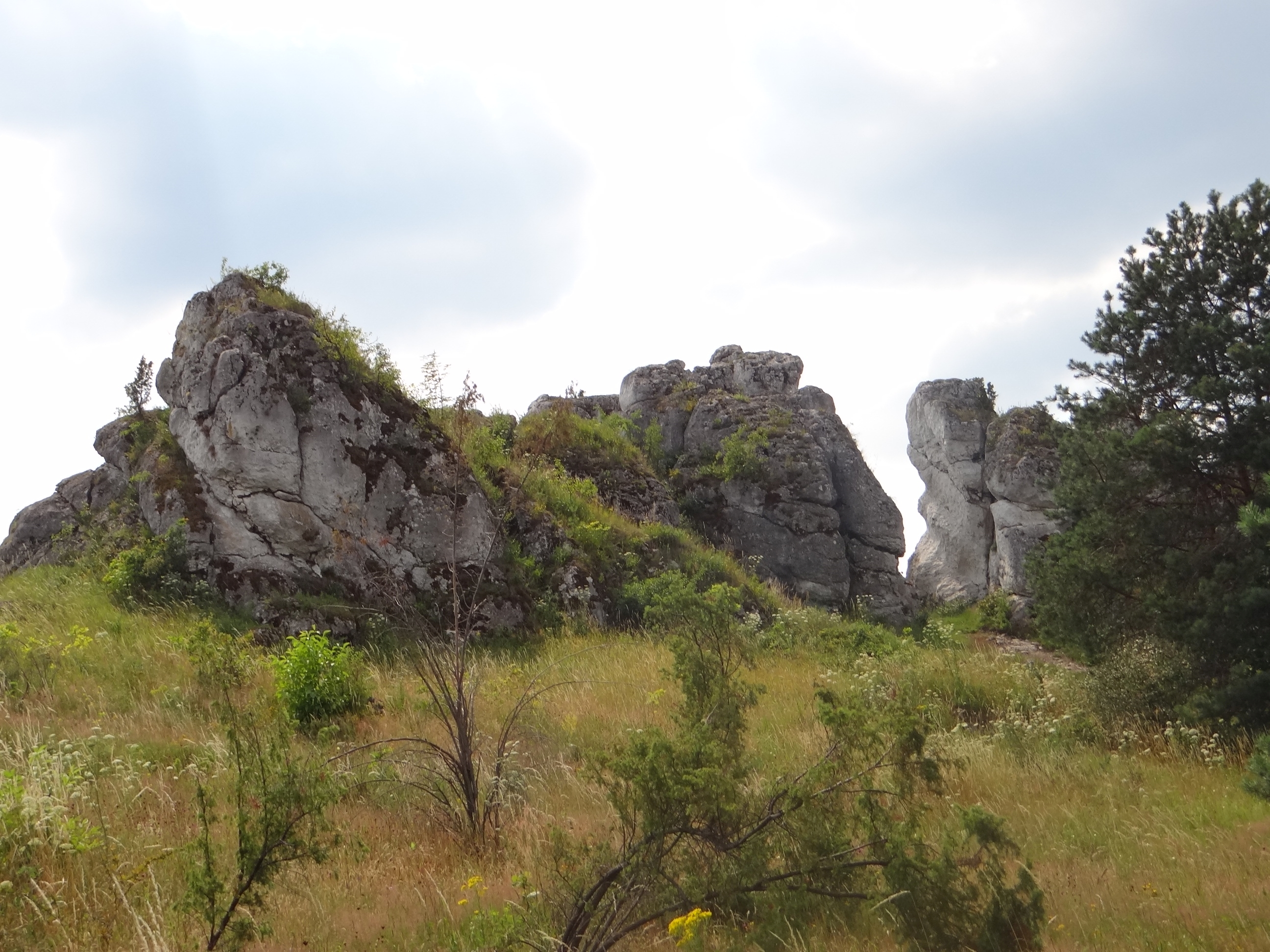
Bałwanek, Kogutek i Przekładaniec